# Edifici Olympia
L'edifici i teatre Olympia està situat en el número 44 del carrer de Sant Vicent de la ciutat de València. Es tracta d'una edificació residencial plurifamiliar construïda en l'any 1915, per l'arquitecte Vicente Rodríguez Martín.
L'illa que ocupa es troba entre dues importants i històriques vies de la ciutat, com són el carrer referit i el del Músic Peydró, dos dels eixos principals de la ciutat de la València comercial fins a principis de segle. Té una geometria trapezoidal, com un rectangle escurçat en un dels seus costats menors. Eixa especial geometria serà la que origine un especial tractament en la definició espacial de l'edifici i en el repertori decoratiu de les seues façanes.

## Descripció
El projecte, datat del 1914, aglutina en un edifici de set altures, quatre blocs de cases i un teatre, que ocupa el centre de la parcel·la i té l'accés pel carrer de Sant Vicent.
El programa estableix una partició de l'illa en quatre zones iguals, gest projectual que més tard repetiran per escrit els hereus del promotor. Així, cada cantó s'erigeix en finca urbana independent, si bé conformen un sol conjunt construït. Als patis de cada bloc, s'accedeix pels carrers laterals que recauen en el de Sant Vicent. En aquest carrer se situa el front, façana principal de l'edifici, que es destina a una funció més pública, com són els accessos al teatre i els baixos comercials d'ambdós costats.
Es tracta d'un imponent edifici de grans pretensions, on són molts els detalls que denoten aqueixa grandesa d'intencions. Va constituir un dels primers edificis de València a utilitzar l'estructura metàl·lica per a la seua estructura, així com a disposar d'una instal·lació amb ascensor. Altres pinzellades formals de la seua ambició, aquesta vegada representativa, ve per una clàssica i marcada distribució social en altura, amb una gradació des de l'entresol i principal fins a un últim pis, de menor alçada.
En la composició de les façanes, apareix ja la influència de l'estil internacional, que es fa present en els recursos de la decoració. És de destacar, de la mateixa manera, l'adequació d'aquests recursos a la mateixa geometria de la parcel·la. La diferència en les dimensions de façana, així com els usos que aquestes aglutinen, són motius que l'autor aprofita per a mostrar una variant dinàmica en la decoració.
Com a peça inserida en una arquitectura eclèctica, aprofita cada singularitat en la geometria parcel·lària per a situar elements arquitectònics singulars. Diferents miradors en els xamfrans i sobre els accessos principals de l'edifici van proporcionant diverses solucions formals. Són emfasitzats els accessos a l'edifici mitjançant grans elements de coronació en la façana que destaquen en el conjunt dels alçats.
La successió de plantes mostren la superposició d'usos i condicions. Una planta baixa amb entresol conforma la base de l'edifici. Aquesta primera part baixa de l'edifici constitueix una clara unitat formal que aglutina els usos comercials, el grandiós accés columnat del teatre i els vestíbuls dels habitatges, de doble altura. Li segueix un cos central de tres plantes amb habitatges, entre les quals destaca la primera com a planta principal. En aquestes plantes, apareixen els miradors de grans buits envidrats i la presència de balconades. Una balconada correguda al llarg de tot el perímetre de l'edifici marca el trànsit des de la base. I de la mateixa manera, apareix altra balconada perimetral en l'última planta d'aquest cos central. L'edifici es remata amb una planta de menor alçària, dedicada al servei de l'edifici, freturós ja de balconades i protagonitzada per buits més modests que fan de coronació dels eixos que componen els alçats.
La façana oposada al carrer de Sant Vicent s'erigeix en el darrere per a la part baixa de l'edifici. D'una longitud quasi doble a la principal, sobre aquesta façana recau l'escenari, proporcionant mitjançant tres grans portons accés directe per a la tramoia des del carrer del Músic Peydró. Els cantons d'aquesta façana tornen a recuperar l'ús comercial que conté la resta de perímetre.

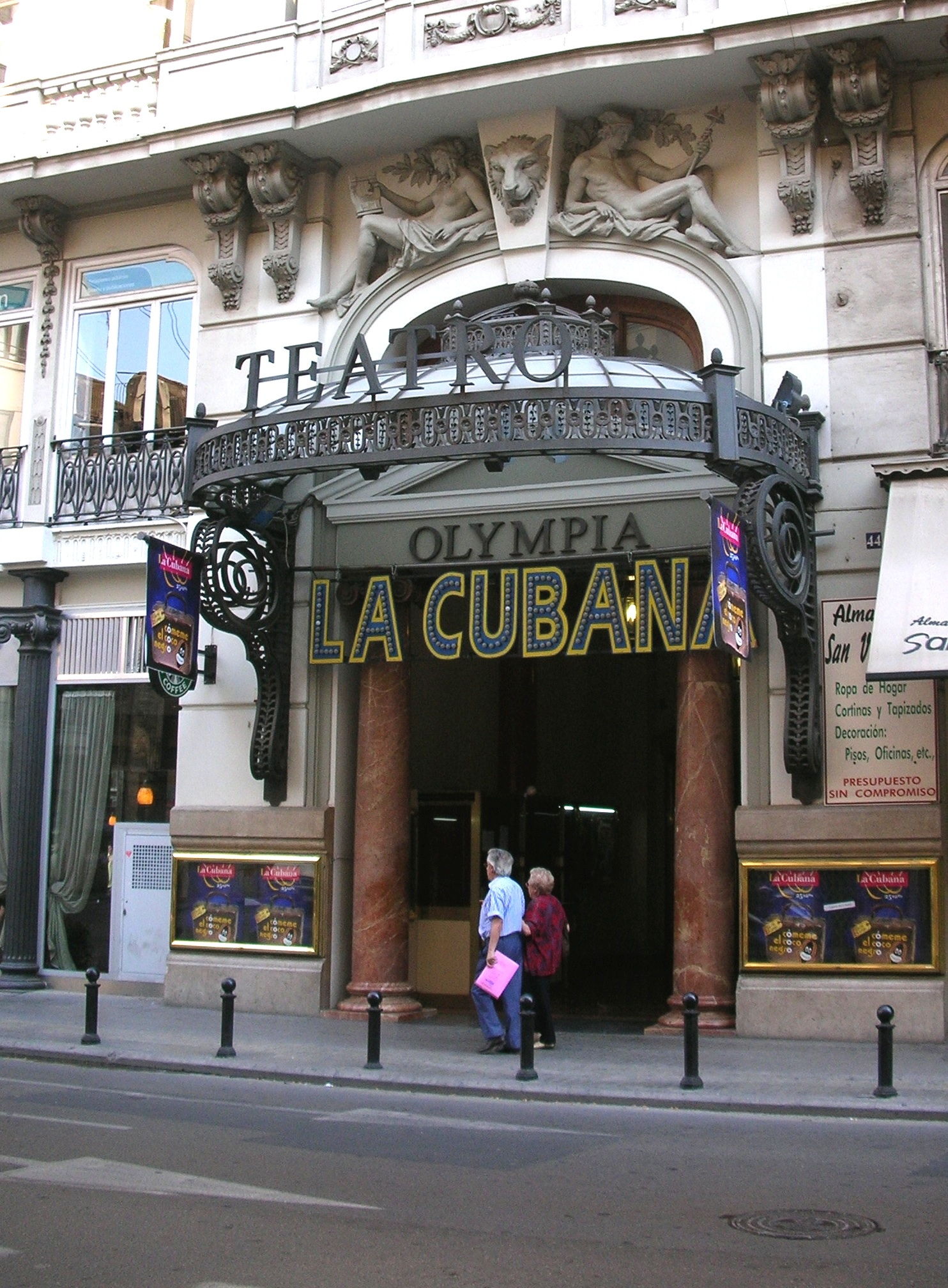
Porta d'accés al teatre Olympia, amb cartells anunciant la representació d'una obra per la companyia La Cubana (juny del 2007)

Una important i singular part de l'edifici, la constitueix el teatre. El seu accés ve custodiat per sengles columnes de marbre rosat d'Alacant, que destaquen en el to general de la façana. Una gran marquesina, d'elaborada factura de ferro i cristall a l'ús, concentra l'atenció sobre l'accés. Però, on es produeix un major malbaratament de decoració de principis de segle és en la sala interior. Els motius naturalistes i l'ocupació de forts colors negre i roig mostren una gran intenció moderna de l'autor, de tints properament wagnerians.
Inicialment recurrent a una geometria més rígida, el projecte acaba per adaptar-se de manera més adequada al seu entorn urbà geomètric i viari. Abandona pel camí una simetria rígida i estricta per als xamfrans, així com desapareix també la coronació dels cantons amb cúpules rebaixades postsezession. Es mantenen importants gestos formals, com són les grans dimensions dels elements de rematada sobre els accessos, on grans dovelles donen forma a una cornisa en templet corb, interrompuda per motius decoratius des d'una clau d'exagerada proporció.
En la seua construcció el projecte empra, com a signe d'adequació a nous temps, estructura metàl·lica reblonada. Des de columnes de fosa amb rica decoració en planta baixa, fins a les biguetes que s'observen en nuclis humits d'últimes plantes, l'estructura sencera respon al moment tecnològic de la seua època. Entre aquestes biguetes, s'aplica revoltó de rajola massissa, com pot veure's en els forjats descoberts en algun baix comercial, on s'aprecia la tècnica constructiva, i com s'adapta a la silueta de la parcel·la amb entrebigats en ventall.
Suposa una obra que respon amb enginy i decisió al moment artístic i tecnològic del seu temps. Com a tècnica, reuneix els avanços que es produeixen en la construcció, alhora que proposa una combinació d'usos nous en una sola construcció. D'altra banda, suposa l'inici del que serà l'estil internacional en la ciutat de València, on comencen a alçar-se grans edificis, entre els quals destaca aquesta obra per a l'escala que dedica a ús domèstic. És per això que resulta una peça d'interessant anàlisi en aquest repàs de l'arquitectura valenciana del segle xx.